# Betws (Carmarthenshire)
Betws (Aussprache: [ˈbɛtuːs]) ist ein Stadtteil von Ammanford mit dem Status einer Community in der südwalisischen Principal Area Carmarthenshire. Die Community hatte beim Zensus 2011 2.175 Einwohner.

## Geographie
Betws liegt in Südwales in der Principal Area Carmarthenshire, auf knapp 30 Metern über Meereshöhe. Die Ansiedlung ist ein Stadtteil von Ammanford, dessen Stadtzentrum nördlich von Betws aus der anderen Seite des River Amman liegt. Die Community Betws umfasst neben Betws selbst noch weites Umland östlich bis südlich der Stadt. Dieses Umland ist spärlich mit Einzelsiedlungen bebaut. Im Osten endet es an den Hängen des Mynyndd y Betws, einem Berg der Black Mountains, von wo sich mehrere kleine Bächlein den Weg ins Tal des River Amman gen Betws suchen. In diesem Umland entstand Anfang des 21. Jahrhunderts ein kleiner Windpark. Durch dieses Umland grenzt Betws direkt an die Community Mawr, die zur City and County of Swansea gehört. Zudem beginnt die Principal Area Neath Port Talbot County Borough unweit östlich von Betws, eine direkte Grenze gibt es aber nicht. Denn alle anderen Grenzen mit anderen Communities verlaufen innerhalb von Carmarthenshire: mit Cwmamman im Osten, Llandybie im Norden, Ammanford im Nordwesten und Llanedi im Westen. Wahlkreisgeographisch gesehen ist Betws Teil des britischen Wahlkreises Carmarthen East and Dinefwr bzw. des walisischen Pendants.

## Geschichte
Die Gegend rund um Betws war bereits in der Bronzezeit bewohnt, wovon verschiedenste Funde aus der Bronzezeit in der Gegend zeugen. Betws hat geschichtlich eine Verbindung mit dem Bergbau, der im 19. und 20. Jahrhundert mit der wichtigste Wirtschaftszweig des Dorfes war. Noch heute gibt es in der Umgebung mehrere Bergwerke. Insbesondere gibt es größere Kohlevorkommen in der Gegend, neben kleineren Eisenreserven.
Einwohnerzahlen
| Jahr      | 1801 | 1811 | 1821 | 1831 | 1841 | 1851 | 1861 | 1871 | 1881 | 1891 | 1901   | 1911   | 1921 | 1931 | 1941 | 1951 | 1961 | 1971 | 1981 | 1991 | 2001 | 2011 |
| --------- | ---- | ---- | ---- | ---- | ---- | ---- | ---- | ---- | ---- | ---- | ------ | ------ | ---- | ---- | ---- | ---- | ---- | ---- | ---- | ---- | ---- | ---- |
| Einwohner | 538  | 608  | 1026 | 830  | 1109 | 1579 | 1547 | 1465 | 1738 | 2417 | 3365 1 | 4916 2 | 1016 | 1055 | ?    | 1106 | 1106 | ?    | ?    | ?    | ?    | 2175 |

## Infrastruktur
In Betws gibt es eine eigene Primary School, einen Rugbyclub, mehrere Parkanlagen und ein kleines ausgewiesenes Areal für Werkstätten.

## Verkehr
Durch Ammanford – und teils auch durch die Community Betws, wenngleich nicht direkt durch die Siedlung – verläuft die überregionale A474 road. Darüber hinaus ist Betws auch ans Busnetz angebunden.

## Bauwerk
In der Community gibt es mit der St David’s Parish Church nur ein Gebäude, das auf die Statutory List of Buildings of Special Architectural or Historic Interest aufgenommen wurde. Dort wird es als Grade II building geführt.

## Söhne und Töchter
- James Griffiths (1890–1975), Gewerkschaftsfunktionär und Politiker (Labour Party)
- Siân Phillips (* 1934), Schauspielerin

Persönlichkeiten mit Verbindung nach Betws
- Donald Peers (1908–1973), Sänger, geboren in Ammanford, wuchs aber in Betws auf